# Pablo Olivares
Pablo Olivares Alonso (Munro, Argentina, 21 de febrero de 1973) es un músico argentino fundador de la disuelta banda de heavy metal, Halógena, la cual dejó en 1998 tras convertirse al cristianismo.

## Carrera

### Con Halógena (1989 - 1998)
En 1989, fundó junto a excompañeros de secundaria la banda Último Momento, que más tarde se convertiría en Halógena. El grupo inició con buenos resultados. Profesionalmente, Halógena encontró un nicho ideal para orientarse musicalmente hacia el rock duro cuando hicieron contacto con el mánager de Soda Stereo. Algunas de las bandas con las que se codearon fueron Whitesnake, Skid Row, Megadeth, Queensrÿche, entre otras.
La carrera musical de Pablo Olivares y Halógena ascendía, sin embargo su vida personal caía en picada. Como ejemplo queda la canción «Madre» del álbum «Tattoo»  de Halógena lanzado en 1998, en la que Pablo expresaba sin ambages los sentimientos con los que luchaba al enfrentarse constantemente con la realidad de una madre cristiana que oraba incesantemente por él. 
Para fines de 1997, el éxito continuaba tocando a la puerta de la banda. Una gira en Panamá precedería un evento que cambiaría el rumbo y marcaría el inicio del fin de Halógena. En 1998, el grupo había amarrado una interesante gira por México, en la que se presentarían en diversas ciudades para dar aproximadamente 25 conciertos y en Ciudad de México participarían en el evento Vive Latino de MTV, pero mientras Pablo y los demás integrantes de la banda paseaban por El Zócalo en Ciudad de México, cinco hombres los secuestraron y los tuvieron privados de libertad durante ocho horas, la banda logró sobrevivir al ser liberados. Tras este secuestro en el que él logró convertirse al cristianismo protestante, decidió separarse de Halógena y cancelar todos los conciertos que tenían programados y de esa manera regresar a Argentina.

### Como solista (2004 - presente)
Al regresar a Argentina, Pablo tuvo que enfrentarse con la realidad de su decisión, sin embargo la transformación había sucedido y no volvería atrás. La media vuelta que Pablo había dado incluía cambiar de forma de vida, para un músico que había perseguido toda su vida la meta de alcanzar la fama y haberlo logrado no fue fácil ejercer una profesión, lo que Pablo llamó un desierto. 
Durante ese tiempo de prueba, Pablo compuso algunas canciones que reflejaban su nuevo punto de vista de la vida y comenzó a compartirlas con algunas personas. Poco se imaginaba que esto a la larga traería resultados para sus sueños de regresar a cantar de manera profesional. Fue entonces cuando Pablo firmó en Estados Unidos un contrato con Grupo CanZion y en ese momento se dio cuenta de que su ministerio estaba con los jóvenes, ya que él quería demostrarles lo que él había pasado. Un nuevo disco surgió al abrirse una nueva página en la vida musical de Pablo Olivares. Algunas de las canciones que formarían más tarde parte del primer álbum comenzaron a ser escritas y Pablo entró en contacto con Arturo Allen, quien produciría el primer álbum solista del músico argentino, Luz en mi Vida. Cuando se concluyó el trabajo de producción comenzaron a elaborarse los planes para la filmación de cuatro videoclips con Boris Dedenev en San Petersburgo, Rusia.
En 2007, lanzó su segundo álbum como solista, Voy a Entregar Mi Corazón. Este álbum contenía un total de once canciones, y los videoclips de las canciones «Gritale al Enemigo», «Voy a Entregar Mi Corazón» y «En la Cornisa» tienen más de un millón de visitas en Youtube. Luego en 2009, lanzó su tercer disco «Si Te Conocieran», disco que Pablo aseguró que estaba dedicado a su madre. Este álbum contenía un total de once canciones al igual que el anterior. En ese mismo año se lanzó la película Poema de Salvación que está basada en su vida.

## Vida privada
Pablo Olivares se crio en Los Polvorines, Buenos Aires. Sus padres son Héctor Olivares, quien falleció en diciembre de 2009 y Beatriz Alonso, su hermana se llama Natalia. Está casado con Lorena Buda y tienen dos hijos: Matías y Alejo. Se convirtió al protestantismo  en 1998 y, a partir de 2004, comenzó a hacer composiciones más espirituales, participando en los coros para la versión en español de Jekyll & Hyde, de la banda estadounidense Petra.

## Discografía

### Con Halógena
- 1995: Perdiste
- 1998: Tattoo
- 2023: PsicoTango

### ConAudio Amnesia
- 2023: Audio Amnesia
- 2023: Audio Amnesia (Español)'

### Como solista
- 2004: Luz en mi vida.
- 2007: Voy a Entregar Mi Corazón.
- 2009: Si Te Conocieran.
- 2011: Poema de salvación (banda sonora)[8]
- 2017: En la Red.

### Sencillos
- 2012: "Sobrenatural".[9]
- 2020: "Me Quedo En Casa".
- 2023: "Tu Estabas Aquí" feat. Halógena.

### Colaboraciones
- 2004: Jekyll & Hyde en Español, álbum de Petra, en los coros.
- 2009: Esperando Tu Voz, álbum de Paulina Aguirre, en la canción ‹‹Nadie››.
- 2016: Quince Con Amigos, álbum de Año Cero, en la canción ‹‹100 Días››.
- 2019: ‹‹Voy A Entregar Mi Corazón››, sencillo de Amanecer Vocal Group.

## Premios y nominaciones
| Año  | Premio                   | Categoría                                      | Trabajo nominado                 | Estado   |
| ---- | ------------------------ | ---------------------------------------------- | -------------------------------- | -------- |
| 2005 | Latin Grammy             | Mejor Álbum Cristiano (En Español)             | Luz en Mi Vida                   | Nominado |
| 2005 | Dove Awards              | Álbum del Año (En Español)                     | Luz en Mi Vida                   | Nominado |
| 2005 | Premios Arpa             | Mejor Álbum Pop/Rock/Rock Duro/Fusión          | Luz en Mi Vida                   | Ganador  |
| 2005 | Premios Arpa             | Lanzamiento del Año                            | Luz en Mi Vida                   | Ganador  |
| 2007 | Latin Grammy             | Mejor Álbum Cristiano (En Español)             | Voy a Entregar Mi Corazón        | Nominado |
| 2007 | Premios Arpa             | Mejor Álbum Pop/Rock/Rock Duro/Fusión          | Voy a Entregar Mi Corazón        | Nominado |
| 2007 | Premios G de Dante Gebel | Mejor Álbum de Rock Cristiano                  | Voy a Entregar Mi Corazón        | Ganador  |
| 2008 | Premios Gospel Paraguay  | Mejor CD de Rock del Año                       | Voy a Entregar Mi Corazón        | Ganador  |
| 2010 | Premios Gardel           | Mejor Álbum de Música Cristiana                | Si Te Conocieran                 | Nominado |
| 2011 | Premios Arpa             | Mejor DVD, largometraje o cortometraje del año | Poema de Salvación               | Ganador  |
| 2012 | Premios Gardel           | Mejor Álbum de Música Cristiana                | Soundtrack de Poema de Salvación | Nominado |